# Касса (наборное производство)

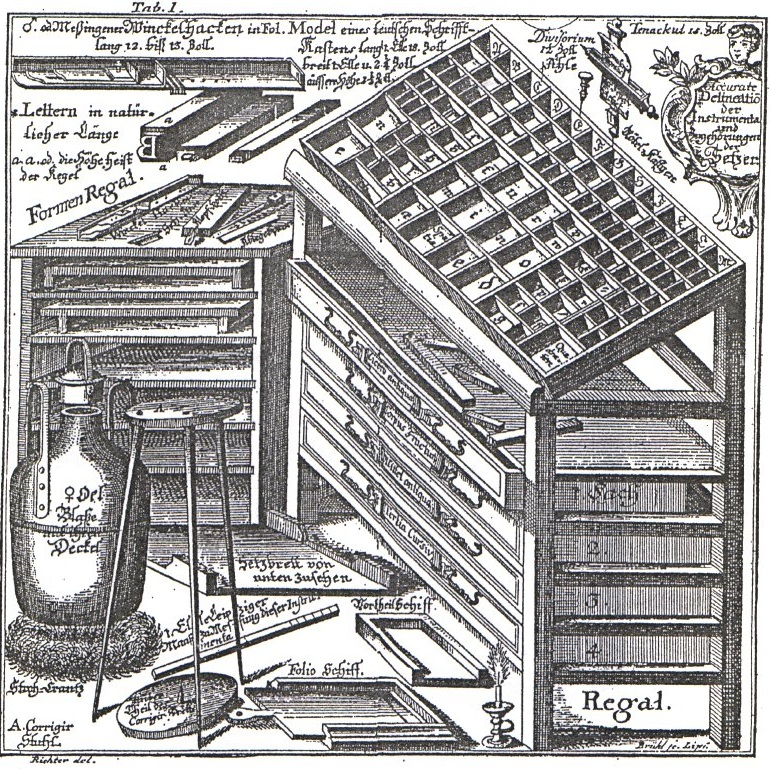
Касса XVIII века с различными инструментами для верстки

Касса — деревянный ящик с ячейками, используемый для хранения литер, применявшихся в высокой печати.
Современные, изготовленные на заводе кассы стали доступны в конце XIX века. Касса находилась в типографии в специальном ящике (job case) около 5 см высотой, 90 см шириной и 60 см длиной со множеством небольших отсеков для «литер» (различных букв и лигатур). Самым популярным и широко используемым типом таких ящиков в Америке был калифорнийский, который получил свое название от тихоокеанских литейных заводов, сделавших его популярным.
Традиционно литеры заглавных букв хранились в отдельном ящике и помещались выше других литер (вот почему используются до сих пор термины верхний регистр и нижний регистр).